# Niccolò Theodoli
Niccolò Theodoli (Sambuci, 1º settembre 1917 – Milano, 21 gennaio 1988) è stato un produttore cinematografico italiano.

## Biografia
Nato nella nobile famiglia romana dei Theodoli, la sua attività di produttore si sviluppa nel decennio degli anni cinquanta, conquistando ax-equo il David di Donatello nel 1956 per Racconti romani.

## Filmografia
- L'inafferrabile 12, regia di Mario Mattoli (1950)
- È l'amor che mi rovina, regia di Mario Soldati (1951)
- O.K. Nerone, regia di Mario Soldati (1951)
- Il sogno di Zorro, regia di Mario Soldati (1952)
- Racconti romani, regia di Gianni Franciolini (1955)

## Riconoscimenti e premi

### David di Donatello
- 1956 - Miglior produttore per Racconti romani